# Settimo Milanese
Settimo Milanese est une commune italienne de la ville métropolitaine de Milan, dans la région Lombardie.

## Administration
| Période                                  | Période  | Identité       | Étiquette               | Qualité |
| ---------------------------------------- | -------- | -------------- | ----------------------- | ------- |
| 14 juin 2004                             | En cours | Massimo Sacchi | Coalition Centre-Gauche |         |
| Les données manquantes sont à compléter. |          |                |                         |         |

### Frazione
Vighignolo, Seguro, Villaggio Cavour, Cascine olona.

### Communes limitrophes
Rho, Milan, Cornaredo, Cusago.